# Museum Flehite
Museum Flehite is het kunst- en cultuurhistorische museum voor de Utrechtse stad Amersfoort en Eemland.

## Naam
De naam van het museum stamt uit de middeleeuwen. De vroegst bekende vermelding komt uit een document uit 777. Flethite was toen een gouw, een soort provincie in het rijk van Karel de Grote en omvatte het huidige Eemland. Na een verbastering of schrijffout is dit Flehite geworden. 
Het museum maakt met Kunsthal KAdE, het Mondriaanhuis en Architectuurcentrum FASadE deel uit van de Stichting Amersfoort in C.

## Geschiedenis
Museum Flehite werd opgericht door de gelijknamige oudheidkundige vereniging, de oudste historische vereniging in de provincie Utrecht. In 1878 trokken enkele leden naar de Leusderhei om daar prehistorische grafheuvels op te graven. Ze vonden een tiental grafurnen, die vanaf 1880 aan het publiek werd getoond in de bibliotheekruimte naast het stadhuis aan de Westsingel. In 1889 kocht de Oudheidkundige Vereniging Flehite het pand Breestraat 78, een voormalig militair hospitaal, aan als museumpand. In 1958 en 1974 volgden Breestraat 80 en 76. De rijksmonumenten zijn onderdeel van de historische Amersfoortse binnenstad. 

### Muurhuizen
De muurhuizen waarin het museum is gevestigd danken deze benaming aan het feit dat zij met hun voorgevel op de fundamenten van de eerste stadsmuur staan. Deze was omstreeks 1500 bovengronds afgebroken na de voltooiing van de tweede stadsmuur omstreeks 1425.
Vanaf omstreeks 1550 werden op de achtergebleven fundamenten woon- en pakhuizen gebouwd. Deze muurhuizen zijn ondiep, omdat het perceel buiten de oude stadsmuur tot aan de gracht niet zo diep  was. Daarentegen is een muurhuis wel imposant, met een lange gevel en een lange en hoge laatmiddeleeuwse kap parallel aan de straat. De drie panden waar het museum nu in gevestigd is werden rond 1540 gebouwd. Dat blijkt uit het onderzoek van de jaarringen van het hout van de kapconstructies. Breestraat 76 is nog het meest in oorspronkelijke staat, met een  originele kapconstructie en muurschilderingen uit die tijd.

### Verbouwingen
Tien jaar nadat Museum Flehite zich in Breestraat 78 had gevestigd, bleek in 1898 de Breestraat-muur ernstig te verzakken. De Amersfoortse architect Herman Kroes herstelde de muur en verplaatste de museumentree naar de achterzijde van het pand aan de Westsingel, met een bruggetje over het water. Tegelijk verrezen er twee uitbouwen; hun neo-renaissancegevels verwijzen naar de Gouden Eeuw.
Ook in de 20e eeuw zijn de panden verbouwd: in 1974 werden Breestraat 76 en ook 78 grondig gerestaureerd. In 2007 werd asbest vastgesteld in de vloeren. De vloeren moesten worden verwijderd, alleen de oude balkenlagen bleven behouden. Bij de daarop volgende verbouwing werden de drie gebouwen tegelijk gerenoveerd en opnieuw ingericht. In 2018 werd tegelijkertijd met de verzakte kademuren het museum aan de buitenkant gerestaureerd.

### Breestraat 80
Voordat het pand Breestraat 80 omstreeks 1540 werd gebouwd, lag hier -in de eerste stadsmuur- waarschijnlijk een waterpoort, waardoor het water de ommuurde middeleeuwse stad verliet. Bij opgravingen in de 20e eeuw werden twee meter dikke muurresten aangetroffen, mogelijk van een waterpoort. 
De huidige voorgevel van Breestraat 80 dateert waarschijnlijk uit 1692. Toen is het pand verbouwd, nadat het door een vorige eigenaar in de 17e eeuw was verwaarloosd. Het is altijd een woonhuis geweest, totdat het tussen 1906 en 1923 tijdelijk Museum Flehite huisvestte. In 1958 kwam het definitief in handen van het museum.
De kopse gevel van Breestraat 80 had oorspronkelijk alleen ramen op de begane grond, maar omstreeks 1980 zijn ook op de eerste verdieping ramen aangebracht. Een nieuwe vleugel aan het gebouw dateert van omstreeks 1980.

### Afbeelding
De drie muurhuizen staan voor het eerst afgebeeld op het Gezicht op Amersfoort van Matthias Withoos uit 1671. Hij maakte het schilderij voor het stadhuis op de Hof. 

## Oudheidkundige Vereniging Flehite
De historische vereniging voor Amersfoort en Eemland is opgericht in 1878. Twee jaar later begon deze vereniging Museum Flehite. De Oudheidkundige Vereniging Flehite (OVF) heeft het museum beheerd tot het in 1976 in een aparte stichting werd ondergebracht. Een belangrijk deel van de museumcollectie is het bezit van de vereniging.